# ポストドラマ演劇

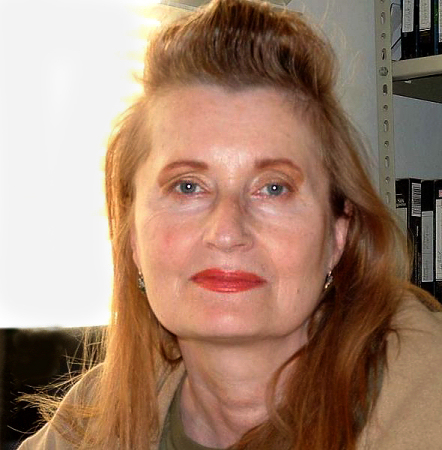
エルフリーデ・イェリネク

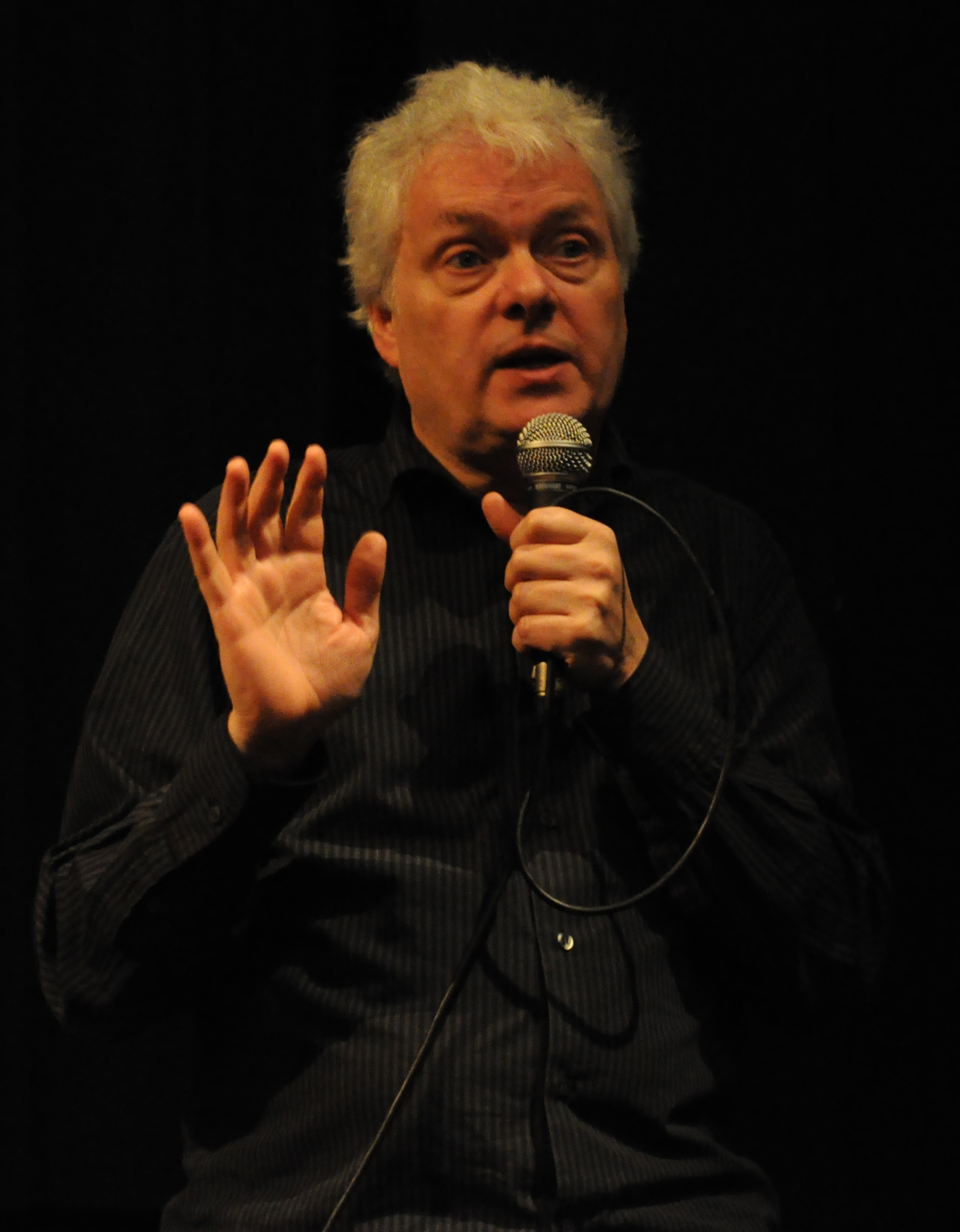
ハイナー・ゲッベルス。

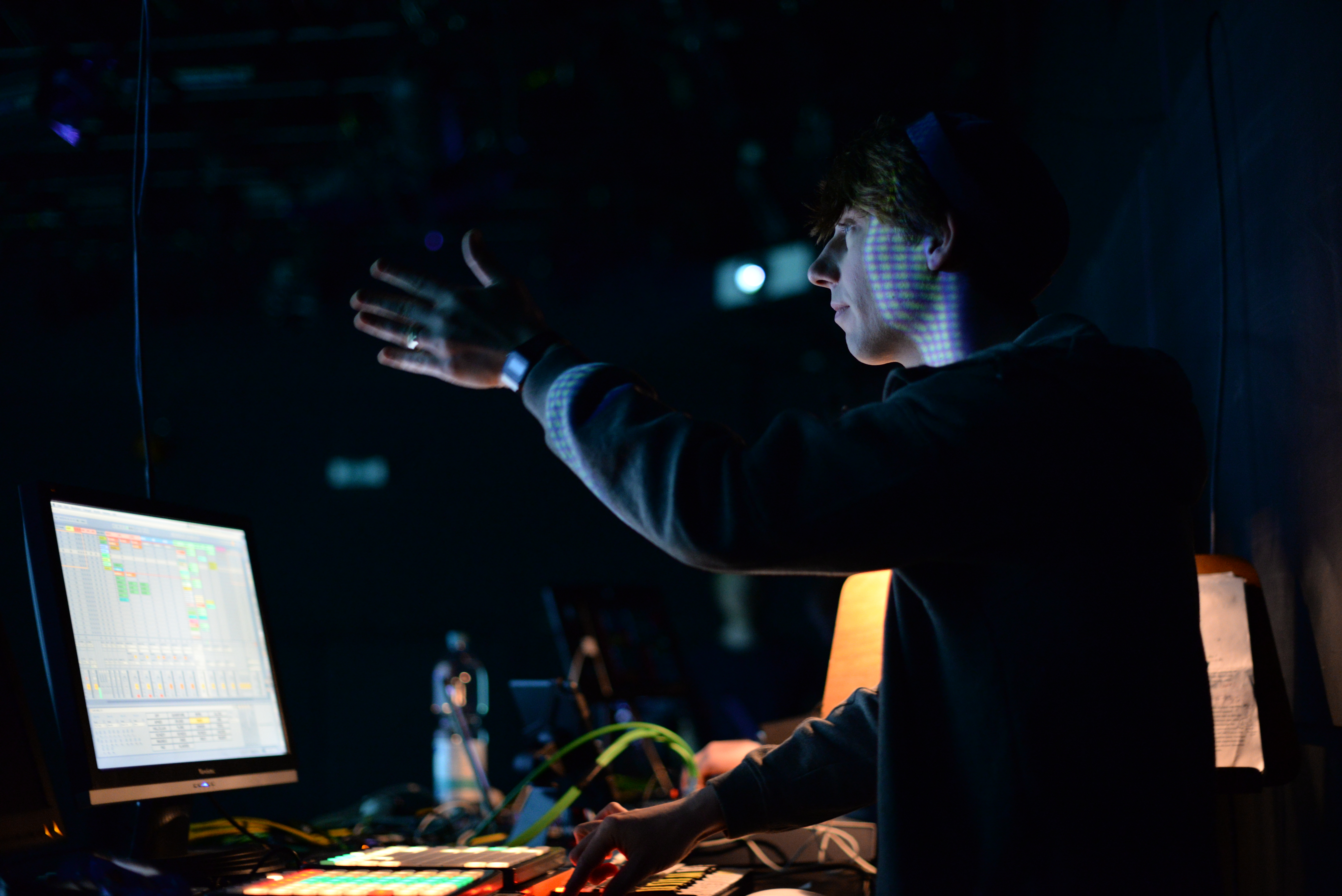
サラ・ケイン作4.48 Psychoseのドルトムント公演。

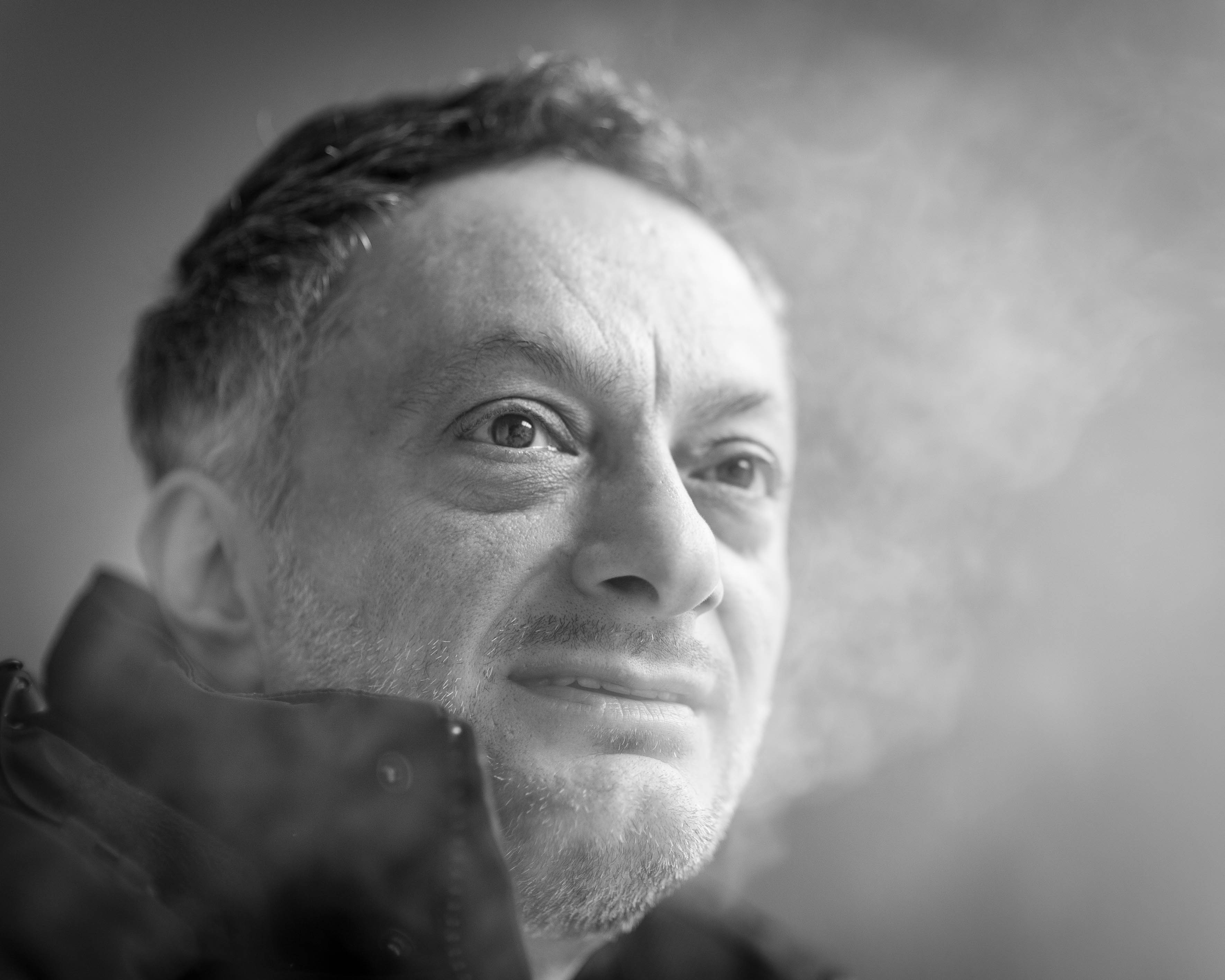
フェリドゥン・ザイモグル

ポストドラマ演劇（Postdramatisches Theaterドイツ語、Postdramatic Theatre英語）は、ドイツの演劇学者ハンス-ティス・レーマン（Hans-Thies Lehnmann）が1999年に刊行した演劇研究書。また同書により定着した現在の新しい演劇傾向を指す演劇用語。

## 内容
レーマンは『ポストドラマ演劇』で1970年代以降主にヨーロッパ演劇界で起きていたさまざまな新傾向を紹介、概括した。同書は国際的反響を呼び、2002年日本語版（谷川道子ほか訳、同学社、全訳）を皮切りに十数の言語に翻訳された。これに伴い、ポストドラマ演劇も演劇用語として定着した。
ポストドラマ演劇は、ドラマ演劇（イプセン作品に代表される言語・台詞が主要な役割を果たす演劇）以後の演劇という意味であるが、その内容を巡ってさまざまな論争を引き起こした。論争の重要な焦点は、ポストドラマ演劇の提唱は、“戯曲を否定する演劇”の提唱だとみなされたことであった。レーマンがポストドラマ演劇を提唱した重要な背景に、ドラマ演劇の基礎になっていた“個性をもった人間”という概念が今日では通用しなくなったというフランス現代哲学思想があることが指摘されている。しかしレーマン自身は『ポストドラマ演劇』の中で“ポストドラマ演劇”が生まれてくる必然性を強調しつつも、同時に決して“ドラマ演劇”を否定するものではなく、“ポストドラマ演劇”が将来“ドラマ演劇”を消滅させたり“ドラマ演劇”に取って代わったりするものでもないと、繰り返し述べている。
日本演劇学会は2019年に機関誌『演劇学論集 日本演劇学会紀要』67号（2019年3月）で「ポストドラマ演劇『研究』の現在」特集を組んだ。特集編集にあたった山下純照は巻頭の「特集へのガイダンス」で「ポストドラマ演劇とは、文学的テクストつまり戯曲を用いるか否かにかかわらず、それがもはや中心にはなっておらず、言い換えれば戯曲を上演することとしては定義できない演劇であって、むしろ多様な演劇的要素を平等に扱うような演劇のことである」と彼の“理解”を述べている。山下は、これは“理解”であって“定義”ではないことを強調している。すなわち、ポストドラマ演劇は1970年代以降の各種の演劇新傾向の紹介と総括であって、一つの理論を提出したものではなく明確な定義は困難、ということである。また、ポストドラマ演劇はさまざまな新傾向演劇の総称であり、単一のポストドラマ演劇という演劇形態が存在するわけではない、ということでもある。
結局のところ、ポストドラマ演劇はこれまで前衛演劇、実験演劇などと呼ばれてきた演劇形態とほぼ同一のものを指す用語と言える。レーマンの新しさは、それをドラマ演劇と結びつけたポストドラマ演劇という用語を提出することで、その演劇史上の位置をより明確にしたことにあるといえよう

## 日本のポストドラマ演劇
レーマンは『ポストドラマ演劇』プロローグ・名前で、日本の演劇人として勅使川原三郎、鈴木忠志を挙げている。この二人以外に、『ポストドラマ演劇』の中でアジア系演劇人の名は挙がっていない。山下純照は、上述の「特集へのガイダンス」注4で日本のポストドラマ演劇の演劇人として、倉持裕、岡田利規、三浦大輔、宮沢章夫、藤田貴大、矢野靖人、松本雄吉、天野天街、三浦基らの名を挙げている。

## 参考資料
- Sugiera, Malgorzata (2004). Beyond Drama: Writing for Postdramatic Theatre. Theatre Research International, 29 (1), pp. 6-28. doi:10.1017/S0307883303001226
- Lehmann, Hans-Thies (2006). Postdramatic Theatre. Translated and with an introduction by Karen Jürs-Munby. London and New York: Routledge. ISBN 978-0-415-26813-4
- Fischer-Lichte, Erika; Wihstutz, Benjamin (2018). Transformative Aesthetics. Oxon and New York: Routledge. ISBN 978-1-138-05717-3
- Jürs-Munby, Karen; Carroll, Jerome; Giles, Steve (2014). Postdramatic Theatre and the Political: International Perspectives on Contemporary Performance. Methuen Drama. ISBN 978-1408184868.